# 圣保罗德朗德
圣保罗德朗德（法語：Saint-Paul-des-Landes，法語發音：[sɛ̃ pɔl de lɑ̃d]）是法国康塔尔省的一个市镇，位于该省西部，属于欧里亚克区。

## 地理
圣保罗德朗德（44°56'37"N, 2°18'52"E）面积19 平方千米，位于法国奥弗涅-罗讷-阿尔卑斯大区康塔爾省，该省份为法国中南部省份，位于法國中央高原中心，北起科雷兹省、上盧瓦爾省和多姆山省，西接洛特省和科雷兹省，南至阿韦龙省和洛特省，东临上盧瓦爾省和洛泽尔省。
与圣保罗德朗德接壤的市镇（或旧市镇、城区）包括：艾朗、克朗代勒、拉卡佩勒维耶斯康、尼约当、圣艾蒂安康塔莱斯、圣维克托、泰西耶尔德科尔内、伊特拉克。
圣保罗德朗德的时区为UTC+01:00、UTC+02:00（夏令时）。

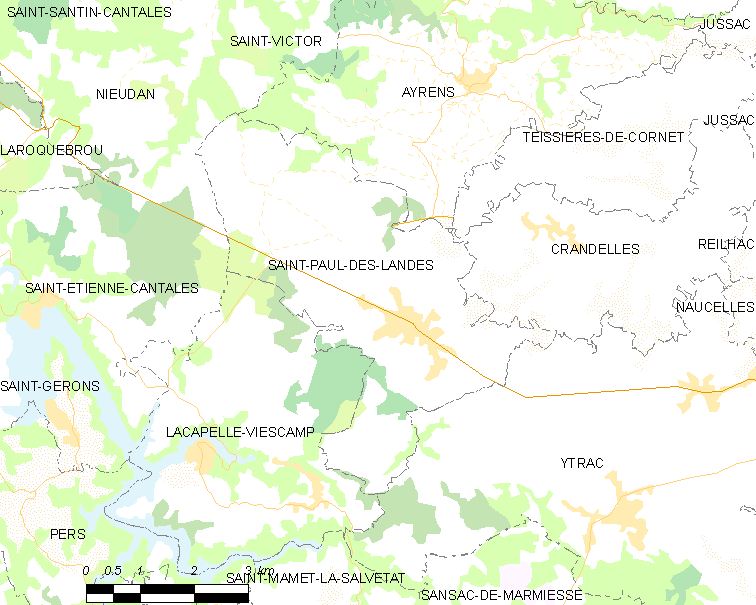
圣保罗德朗德的OSM定位图

## 行政
圣保罗德朗德的邮政编码为15250，INSEE市镇编码为15204。

## 政治
圣保罗德朗德所属的省级选区为圣保罗德朗德县。

## 人口

1962-2008年间圣保罗德朗德人口变化图示

圣保罗德朗德于2022年1月1日时的人口数量为1538人。

## 交通
康塔尔省省道D53线、D59线、D64线、D120线和D461线在境内交汇。欧里亚克郊区公交C线经过境内。